# Sera, Hiroshima
Sera (世羅町 Sera-chō) là thị trấn thuộc huyện Sera, tỉnh Hiroshima, Nhật Bản. Tính đến ngày 1 tháng 10 năm 2020, dân số ước tính thị trấn là 15.125 người và mật độ dân số là 54 người/km2. Tổng diện tích thị trấn là 278,1 km2.

## Địa lý

### Đô thị lân cận
- Hiroshima
  - Miyoshi
  - Fuchū
  - Higashihiroshima
  - Mihara
  - Onomichi

### Khí hậu
| Dữ liệu khí hậu của Sera, Hiroshima      | Dữ liệu khí hậu của Sera, Hiroshima | Dữ liệu khí hậu của Sera, Hiroshima | Dữ liệu khí hậu của Sera, Hiroshima | Dữ liệu khí hậu của Sera, Hiroshima | Dữ liệu khí hậu của Sera, Hiroshima | Dữ liệu khí hậu của Sera, Hiroshima | Dữ liệu khí hậu của Sera, Hiroshima | Dữ liệu khí hậu của Sera, Hiroshima | Dữ liệu khí hậu của Sera, Hiroshima | Dữ liệu khí hậu của Sera, Hiroshima | Dữ liệu khí hậu của Sera, Hiroshima | Dữ liệu khí hậu của Sera, Hiroshima | Dữ liệu khí hậu của Sera, Hiroshima |
| Tháng                                    | 1                                   | 2                                   | 3                                   | 4                                   | 5                                   | 6                                   | 7                                   | 8                                   | 9                                   | 10                                  | 11                                  | 12                                  | Năm                                 |
| ---------------------------------------- | ----------------------------------- | ----------------------------------- | ----------------------------------- | ----------------------------------- | ----------------------------------- | ----------------------------------- | ----------------------------------- | ----------------------------------- | ----------------------------------- | ----------------------------------- | ----------------------------------- | ----------------------------------- | ----------------------------------- |
| Cao kỉ lục °C (°F)                       | 16.5 (61.7)                         | 19.6 (67.3)                         | 23.5 (74.3)                         | 29.0 (84.2)                         | 32.0 (89.6)                         | 34.6 (94.3)                         | 36.5 (97.7)                         | 37.4 (99.3)                         | 35.7 (96.3)                         | 29.2 (84.6)                         | 23.6 (74.5)                         | 18.4 (65.1)                         | 37.4 (99.3)                         |
| Trung bình ngày tối đa °C (°F)           | 6.5 (43.7)                          | 7.9 (46.2)                          | 12.0 (53.6)                         | 18.0 (64.4)                         | 23.0 (73.4)                         | 25.7 (78.3)                         | 29.4 (84.9)                         | 30.8 (87.4)                         | 26.6 (79.9)                         | 20.8 (69.4)                         | 14.8 (58.6)                         | 8.9 (48.0)                          | 18.7 (65.6)                         |
| Trung bình ngày °C (°F)                  | 1.4 (34.5)                          | 2.3 (36.1)                          | 5.7 (42.3)                          | 11.4 (52.5)                         | 16.6 (61.9)                         | 20.5 (68.9)                         | 24.4 (75.9)                         | 25.2 (77.4)                         | 21.0 (69.8)                         | 14.6 (58.3)                         | 8.6 (47.5)                          | 3.4 (38.1)                          | 12.9 (55.3)                         |
| Tối thiểu trung bình ngày °C (°F)        | −2.9 (26.8)                         | −2.6 (27.3)                         | −0.1 (31.8)                         | 4.9 (40.8)                          | 10.6 (51.1)                         | 15.9 (60.6)                         | 20.4 (68.7)                         | 20.9 (69.6)                         | 16.5 (61.7)                         | 9.4 (48.9)                          | 3.2 (37.8)                          | −1.1 (30.0)                         | 7.9 (46.3)                          |
| Thấp kỉ lục °C (°F)                      | −14.0 (6.8)                         | −14.0 (6.8)                         | −9.9 (14.2)                         | −5.2 (22.6)                         | −0.4 (31.3)                         | 7.0 (44.6)                          | 10.8 (51.4)                         | 12.4 (54.3)                         | 3.6 (38.5)                          | −1.9 (28.6)                         | −4.9 (23.2)                         | −10.6 (12.9)                        | −14.0 (6.8)                         |
| Lượng Giáng thủy trung bình mm (inches)  | 45.5 (1.79)                         | 53.9 (2.12)                         | 94.8 (3.73)                         | 105.6 (4.16)                        | 128.4 (5.06)                        | 181.8 (7.16)                        | 226.3 (8.91)                        | 124.5 (4.90)                        | 155.8 (6.13)                        | 101.7 (4.00)                        | 61.6 (2.43)                         | 55.7 (2.19)                         | 1.335,5 (52.58)                     |
| Số ngày giáng thủy trung bình (≥ 1.0 mm) | 8.0                                 | 8.6                                 | 10.5                                | 9.8                                 | 9.7                                 | 11.7                                | 11.0                                | 8.5                                 | 9.6                                 | 7.4                                 | 6.6                                 | 8.2                                 | 109.6                               |
| Số giờ nắng trung bình tháng             | 115.0                               | 121.3                               | 161.5                               | 182.7                               | 203.4                               | 143.0                               | 156.8                               | 188.2                               | 147.7                               | 162.2                               | 137.5                               | 122.0                               | 1.837,1                             |
| Nguồn: Cục Khí tượng Nhật Bản            |                                     |                                     |                                     |                                     |                                     |                                     |                                     |                                     |                                     |                                     |                                     |                                     |                                     |

## Giao thông

### Đường sắt
JR West - Tuyến Fukuen
- Bingo-Mikawa

### Cao tốc/Xa lộ
- Cao tốc Onomichi
- Quốc lộ 184
- Quốc lộ 432